# Долмабахче
Палата Долмабахче (тур. Dolmabahçe Sarayı) је ампирска палата која се налази у Истанбулу на европској обали Босфора, који је служио као седиште султана и центар је био управе Турске империје од 1853. све до 1922. са паузом између 1889−1909. године.
Ову палату је саградио султан Абдулмеџид I на основу пројекта јерменског архитекте Карабет Балијана и његовог сина Никога. Грађевина је реализована отприлике између 1843. и 1853, а године 1857. се тамо султан преселио из свог двора палате Топкапи. Ова палата је била приближавање турске империје Европи и умногоме је подсећала на европске дворце. Као узор му је служила палата Лувр и Бакингемска палата. Умногоме се ту рефлектује богата исламска декорација која је допринела државном банкроту 1876. Луксузно решење ентеријера дворца у великој мери прати традиције али је мање оријентално. Упечатљива је употреба злата и бележи се са наводних 35 тона. Цео комплекс палата, павиљона, џамија, фонтана и дворишта је подељен на четири дела.
У овом двору је 1938. умро оснивач модерне турске државе Мустафа Кемал Ататурк.